# 2025年日本デフリンピック構想
2025年日本デフリンピック構想（2025ねんにほんデフリンピックこうそう）は、2025年夏季デフリンピックを日本に招致する構想。
実現すれば、2007年に開催予定だった第16回冬季デフリンピック競技大会（ソルトレイクシティデフリンピック）以来となる日本での開催招致となり、日本でのデフリンピック開催は初開催となる。

## 沿革
2015年
- 6月 - 第3回（通算第66回）全日本ろうあ連盟（JFD）評議員会に「デフリンピックの日本開催について」要望書が出される。

2018年
- 3月 - 全日本ろうあ連盟（JFD）内に「招致チーム」発足。
- 6月 - 第6回（通算第69回）全日本ろうあ連盟（JFD）評議員会にて、「2025年デフリンピック招致」が採択される。

## 開催概要
2020年に東京オリンピックが開催されることを踏まえ、その経験を生かしたデフリンピックを開催することで、デフスポーツの市民権を得ながらもレベルの高い大会を開催することを目指す。
正式名称：第25回夏季デフリンピック競技大会
英文名称：25 Summer Deaflympics